# Dragan Rosić
Dragan Rosić (en serbio: Драган Росић; Užice, República Federal de Yugoslavia, 22 de septiembre de 1996) es un futbolista serbio que juega de portero en el F. K. Vojvodina de la Superliga de Serbia.

## Trayectoria

### F. K. Jedinstvo Užice
Nacido en Užice, comenzó su carrera en el club de fútbol de su ciudad, el F. K. Jedinstvo Užice. Durante la temporada 2014-15 de la Primera división de Serbia fue utilizado varias veces como guardameta suplente en el primer equipo. Después de que el club descendiera a la Liga Serbia Oeste, Dragan Rosić comenzó la temporada 2015-16 como portero titular, sin embargo debido a la lesión que sufrió frente al F. K. Šumadija 1903, se perdió el resto de la temporada.

### F. K. Mladost Lučani
En verano de 2016 llegó al F. K. Mladost Lučani y tras un período de prueba, Dragan Rosić firmó un contrato por tres años con dicho club. Pasó toda la primera mitad de la temporada como suplente de Nemanja Krznarić, tras lo cual, Dragan Rosić fue cedido al F. K. Kolubara Lazarevac donde llegó a disputar 5 partidos. Dragan Rosić regresó entonces al F. K. Mladost Lučani debido a la lesión de su portero titular, el anteriormente mencionado Nemanja Krznarić, llegando no sólo a debutar si no a jugar en 29 partidos de la temporada 2016-17 de la Primera división de Serbia. El 9 de abril de 2017 fue nominado como hombre del partido contra el F. K. Čukarički Belgrado. En el verano de 2017 Dragan Rosić firmó su primer contrato profesional de cuatro años con el F. K. Mladost Lučani. Posteriormente, al comienzo de la nueva temporada, Dragan Rosić permaneció en el banquillo como sustituto sin llegar a poder disputar el partido de vuelta de la segunda ronda de clasificación para la UEFA Europa League 2017-18 contra el Inter Baku. Más tarde, durante la campaña de la Primera división de Serbia 2017-18, Dragan Rosić se consagró como portero titular, con 33 partidos jugados en ambas competiciones nacionales. Además del 10.º puesto en la tabla final de la Primera división de Serbia, logró el subcampeonato de la Copa Serbia.

### España
El 17 de agosto de 2019 comenzó una nueva etapa para él, ya que firmó por la U. D. Almería de España por 5 temporadas.
Tras no haber podido disputar ningún minuto de juego en la U. D. Almería, fue cedido en el mercado de invierno de la temporada 2019-20 al R. C. Celta de Vigo "B". Su cesión hasta final de temporada se hizo oficial el día 7 de enero de 2020.
El 31 de agosto de 2020 firmó con el C. F. Fuenlabrada, siendo la segunda cesión que acumulaba. Hubo una tercera, ya que el 4 de agosto de 2021 fue el Albacete Balompié quien logró su préstamo.

### Regreso a Serbia
En septiembre de 2022, después de haber rescindido su contrato con la U. D. Almería a finales del mes anterior, regresó a su país tras fichar por el F. K. Radnički Niš. Allí estuvo una temporada y media y en enero de 2024 se unió al F. K. Vojvodina.

## Selección nacional
Fue convocado por la selección serbia sub-20 en el año 2017 bajo la dirección del entrenador Milan Obradović. Debutó con el combinado serbio el 5 de junio de 2017, sustituyendo a Miloš Ostojić en los últimos minutos del partido amistoso que les enfrentaba a la selección sub-20 de Israel. Dragan Rosić también jugó en un partido contra la selección sub-20 de Grecia, disputado en el Estadio Karađorđe el 9 de junio de 2017. Actualmente ha sido convocado por el preparador Goran Đorović para formar parte de la selección serbia sub-21, donde hasta el momento ha disputado 4 encuentros.

## Clubes
| Club                              | País   | Año       |
| --------------------------------- | ------ | --------- |
| F. K. Jedinstvo Užice             | Serbia | 2014-2016 |
| F. K. Mladost Lučani              | Serbia | 2016-2019 |
| F. K. Kolubara Lazarevac (cedido) | Serbia | 2016-2017 |
| U. D. Almería                     | España | 2019-2022 |
| R. C. Celta de Vigo "B" (cedido)  | España | 2020      |
| C. F. Fuenlabrada (cedido)        | España | 2020-2021 |
| Albacete Balompié (cedido)        | España | 2021-2022 |
| F. K. Radnički Niš                | Serbia | 2022-2024 |
| F. K. Vojvodina                   | Serbia | 2024-     |